# Max Wolf Valerio
Max Wolf Valerio, né le 16 février 1957 à Heidelberg, alors en Allemagne de l'Ouest, est un poète américain.

## Biographie

### Jeunesse et études
Assigné femme à la naissance, Max Wolf Valerio est alors prénommé Anita par ses parents. Son père étant militaire, il passe le plus clair de son enfance sur des bases militaires, aux États-Unis et en Europe. Il vit par ailleurs pendant un an en Alberta, au Canada, sur la réserve d'où est originaire sa mère, Blackfoot (Pieds-Noirs). Son père à la retraite, il va au lycée dans le Colorado, avant de poursuivre ses études à l'université publique du même État.

### Début de carrière littéraire
C'est vers l'âge de douze ou treize ans que Max Wolf Valerio écrit ses premiers poèmes, après avoir découvert la poésie de Sylvia Plath. Il commence à les lire en public au milieu des années 1970, lorsqu'il étudie à l'université, aux côtés notamment du poète William Matthews (en). Si ses premières auditrices sont dans leur majorité des féministes lesbiennes, Max Wolf Valerio décide rapidement de se produire devant un public intéressé par la poésie en général plutôt que des militantes seulement. Sa carrière littéraire ne démarre cependant pas avant la fin de la décennie et son installation à San Francisco. Là, il se fait une place tant dans le cercle des poètes beat que dans les milieux militants lesbiens et féministes, en particulier ceux des femmes racisées.
En 1984 parait son premier chapbook, Animal Magnetism, chez eg press. Celui-ci reçoit un accueil mitigé : nombre des personnes venues l'écouter le connaissant surtout du fait de sa participation à l'anthologie féministe This Bridge Called My Back, elles ne s'attendaient en effet pas à entendre Max Wolf Valerio déclamer des poèmes surréalistes lors des lectures publiques qui ont suivi.

### Transition et mise en retrait du monde de la poésie
Max Wolf Valerio transitionne en 1989. Bien qu'il continue ensuite à écrire de la poésie, et même à être publié dans des revues, il ne se produit plus sur scène ni ne cherche plus à être édité, ne se sentant pas de devoir faire un coming-out à chaque fois. Interviewé par la réalisatrice Monika Treut pour son film Female Misbehavior, Max Wolf Valerio se rend par ailleurs compte que l'on s'intéresse désormais à lui moins pour sa poésie que parce qu'il a transitionné. C'est en partie pour cette raison qu'il publie en 2006 The Testosterone Files, son autobiographie trans.

### Retour
En 2019 parait The Criminal chez EOAGH, un recueil de poèmes que Max Wolf Valerio a pour la plupart écrits avant ou juste après sa transition.

## Caractéristiques de l’œuvre

### Influences
Les poèmes de Max Wolf Valerio, dans la mesure où ils sont écrits pour être oralisés et performés, sont beaucoup influencés par les poètes de la Beat Generation. De fait, l'auteur, en plus de les avoir lus adolescent, a suivi des cours dans les années 1970 auprès d'Allen Ginsberg à l'Université Naropa (en) et de William Matthews à l'Université de Colorado.

## Œuvre

### Recueils de poèmes
- (en-US) Animal Magnetism, eg press, 1984
- (en-US) The Criminal : The Invisibility of Parallel Forces, EOAGH Books, 2019, 176 p. (ISBN 978-1-5323-5926-2)

### Autobiographie
- (en-US) The Testosterone Files : My Hormonal and Social Transformation from Female to Male, Seal Press, 2006 (ISBN 9781580051736)

### Contribution
- (en-US) « It's in My Blood, My Face—My Mother's Voice, the Way I Sweat », dans Cherríe Moraga et Gloria Anzaldúa, This Bridge Called My Back : Writings by Radical Women of Color, SUNY Press, 2015, 4e éd. (1re éd. 1981), 336 p. (ISBN 9781438454382)

## Filmographie
- 1992 : Female Misbehavior de Monika Treut : lui-même
- 1999 : Gendernauts (en) de Monika Treut : lui-même
- 2021 : Genderation de Monika Treut : lui-même
- 2022 : Framing Agnes (en) de Chase Joynt (en) : Henry